# Evelino Aio
Evelino Aio (L'Aquila, 3 novembre 1945) è un ex rugbista a 15 e allenatore di rugby a 15 italiano, di ruolo mediano di mischia.
Nel 1966 figura nella squadra dell'Esercito durante il servizio di leva, per poi legare il suo nome a quello della squadra della sua città, L’Aquila, con cui rimarrà oltre un decennio e vincerà uno scudetto nella stagione 1968-1969.
Raccolse una presenza in nazionale il 5 maggio 1974 nell'incontro di Coppa FIRA 1973-1974 vinto contro la Germania Ovest, in cui mise a referto anche la meta finale.
Dopo il ritiro, intraprese l'attività di allenatore occupandosi a più riprese del CUS Perugia.

## Palmarès
- Campionati italiani: 1
L'Aquila: 1968-1969